# إدغار باين
إدغار باين (بالإنجليزية: Edgar Bain)‏ هو خبير بالمعادن وكيميائي ومهندس أمريكي، ولد في 14 سبتمبر 1891 في ماريون في الولايات المتحدة، وتوفي في 27 نوفمبر 1971 في Edgeworth, Pennsylvania ‏ في الولايات المتحدة.